# Eurythenes plasticus
Eurythenes plasticus ist ein Vertreter der Flohkrebse, welcher 2014 im Marianengraben in einer Tiefe von 6010 bis 6949 Metern gefangen wurde und 2020 als neue Art beschrieben wurde. Ihren Namen erhielt die Art als Zeichen, etwas gegen die Meeresverschmutzung und speziell die Vermüllung mit Plastik zu tun.
Eurythenes plasticus wurde am 5. März 2020 in der Zeitschrift Zootaxa beschrieben und wurde 2014 zum ersten Mal gesammelt. Die neunte Art der Gattung Eurythenes, die offiziell beschrieben wurde, wurde so genannt, weil bei einem Individuum ein Stück Mikroplastik im Dickdarm gefunden wurde; erstmals wurde dies bei einer für die Wissenschaft neuen Art dokumentiert. Und dies, obwohl der Krebs sowohl in abyssalen als auch hadalen Bereichen des Meeres vorkommt, wo Exemplare mit Köderfallen geborgen wurden, die von 6.010 m bis zu einer Tiefe von 6.949 m aufgestellt wurden.
Die im Darm der Flohkrebse entdeckte 649,648 μm große Kunststofffaser ähnelte zu 83,74 % Polyethylenterephthalat (PET).
Die Studie war eine Zusammenarbeit zwischen fünf Wissenschaftlern der School of Natural and Environmental Sciences der Newcastle University.
Die Art ist etwa 5 cm groß. Die Oberfläche des Krebses ist glatt und borstenlos und entspricht vom sonstigen Körperbau dem eines typischen Flohkrebses. Der Unterschied zwischen den weiblichen und männlichen Exemplaren scheint gering, allerdings war nur einer der gefangenen Krebse männlich.